# Nicole Aish
Nicole Aish (geb. Jefferson; * 8. März 1976) ist eine US-amerikanische Langstreckenläuferin.
Bei den Panamerikanischen Spielen 2003 in Santo Domingo gewann sie Bronze über 5000 m. 2003 und 2004 wurde sie Vierte beim Freihofer’s Run for Women.
2005 wurde sie als Gesamtsiegerin des Twin Cities Marathons US-amerikanische Meisterin. 2008 wurde sie Vierte beim Halbmarathonbewerb des Houston-Marathons.
Nicole Aish schloss 1999 ein Studium am Western State College of Colorado ab. Seit 2003 ist sie mit ihrem Läuferkollegen Michael Aish verheiratet.

## Persönliche Bestzeiten
- 1500 m: 4:14,10 min, 6. Juli 2002, Brunswick
- 1 Meile (Halle): 4:38,76 min, 6. März 1999, Indianapolis
- 3000 m (Halle): 9:10,64 min, 4. Februar 2001, Boston
- 5000 m: 15:20,51 min, 17. April 2004, Walnut
- 10.000 m: 32:09,13 min, 30. April 2004, Palo Alto
- Halbmarathon: 1:12:30 h, 13. Januar 2008, Houston
- Marathon: 2:40:21 h, 2. Oktober 2005, Saint Paul